# Roggero Musmeci Ferrari Bravo
Roggero Musmeci Ferrari Bravo, noto anche con lo pseudonimo di Ignis (Palermo, 2 marzo 1868 – Roma, 6 maggio 1937), è stato uno scrittore italiano.
Scultore, poeta e drammaturgo, Musmeci fu impegnato nel risveglio culturale e religioso della Tradizione Classica.

## Biografia
Nacque in una famiglia benestante, unico figlio di Niccolò, giurista e uomo politico originario di Acireale (fu anche deputato), e di Clotilde Ferrari Bravo, nobildonna rodigina direttrice del Collegio femminile di Palermo. Alla morte del padre, avvenuta nel 1872, la famiglia si trasferì a Roma. Laureatosi in Medicina e in Giurisprudenza, non esercitò mai alcuna professione ma preferì coltivare le proprie inclinazioni artistiche.
Il 1914 fu l'anno di massima attività: a Trieste e a Roma, al Teatro Argentina, fu rappresentato il suo testo teatrale Quando le colonne rovinano e ad aprile terminò di scrivere la tragedia Rumon. Il 15 agosto dello stesso anno completò il Carme a Roma, poema con la struttura di un carmen solutum che si presenta come una vera e propria preghiera pagana romana, invocante il risveglio della dea Roma e la vittoria nella Grande Guerra appena scoppiata.
Dal 1927 al 1931, Musmeci si dedicò alle sue opere scultoree nel tentativo di mettere in pratica quello che riteneva di aver scoperto sulla divina proporzione, come sostiene negli Appunti sulla scoperta della divina proporzione pubblicati nel 1931. In quegli anni realizzò due busti intitolati Capo di Romo e Venere delle perle che secondo Musmeci avrebbero costituito la dimostrazione pratica delle sue scoperte, ricevendone apprezzamenti da molti studiosi e intellettuali dell'epoca, nonché la visita dello stesso re. Musmeci sostiene negli Appunti di aver scritto un trattato nel quale espone la dimostrazione delle sue scoperte e la storia degli studi sulla divina proporzione, ma questo trattato non risulta essere mai stato stampato e tutti i suoi studi sembrano essere ormai perduti.
Nella vita di Musmeci si trovano connessioni con molti personaggi dell'ambiente esoterico-pagano italiano di quegli anni: fu amico del kremmerziano Alberto Russo Frattasi, editore della rivista Commentarium (sulla quale scriveva il personaggio pagano noto come "Ottaviano" e dai più identificato con Leone Caetani); fu in contatto epistolare con Evelino Leonardi, esponente della corrente pitagorica della Via Romana agli Dèi, il quale scrisse un articolo su La Tribuna paragonando Musmeci a Pitagora e Leonardo da Vinci; ebbe la collaborazione di Giacomo Boni per la preparazione di Rumon (ne realizzò i caratteri arcaici da utilizzare per i manifesti e per la pubblicazione del testo); la realizzazione di Rumon fu entusiasticamente sostenuta da Ardengo Soffici, che era già stato un frequentatore di Arturo Reghini e Amedeo Rocco Armentano a Firenze; alla rappresentazione di Rumon partecipò, insieme a Mussolini, Giovanni Antonio Colonna di Cesarò, altro esponente del Gruppo di Ur, di cui fece parte lo stesso Musmeci. Il suo nominativo "Ignis" non compare però nelle pubblicazioni delle riviste del gruppo.
Dopo il 1931 non si hanno più notizie dell'attività di Musmeci e da un appunto scritto da un conoscente, datato 14 aprile 1937, sappiamo che in quel periodo Musmeci viveva nella più completa miseria e dimenticato da tutti; morì poco dopo.

## Rumon
A differenza di Quando le colonne rovinano, un normale dramma che raccontava le vicende di una famiglia della media borghesia di quei tempi, Rumon narra la storia della fondazione di Roma, iniziando con il ritorno di Romolo dalla spedizione contro Amulio per finire con la sua apoteosi. L'opera denota una profonda conoscenza della religione romana arcaica in un periodo in cui, al contrario, prevaleva nell'ambiente degli studiosi un radicale scetticismo verso la tradizione della Roma antica, mentre certi passaggi, come quello sui nomi segreti di Roma, fanno intendere che l'autore fosse partecipe di conoscenze iniziatiche dell'ambiente della Via romana. Nelle intenzioni dell'autore, la tragedia non doveva essere una semplice rappresentazione teatrale, bensì la riattualizzazione della fondazione rituale di Roma.
Rumon però non poté essere subito rappresentata per l'entrata in guerra dell'Italia nel maggio 1915 e l'arruolamento di Musmeci come ufficiale. Dopo la guerra se ne interessò Ardengo Soffici che scrisse a Benito Mussolini per sostenere la rappresentazione di Rumon sul Palatino, paragonando la tragedia al Giulio Cesare di William Shakespeare e lo stesso Mussolini appoggiò decisamente la sua realizzazione. La tragedia fu effettivamente rappresentata nel 1923 sul Palatino, alla presenza di Mussolini, ma solo per il terzo atto, quello che mette in scena la fondazione rituale dell'Urbe. Gli attori principali furono: Giuseppe Sterni (Romolo), Elisa Severi (Ilia), Raimondo Van Riel (Augure), Giulia Cassini Rizzotto (Larenzia), Achille Vitti (Aucno), Gino Dattino (Numitore), Gino Saltamerenda (Faustolo), Loris Gizzi (Remo).
La tragedia ebbe una vasta eco sulla stampa italiana: ci furono articoli sui giornali L'Idea Nazionale (8 maggio 1914), Il Messaggero (22 aprile 1914), La Tribuna (22 aprile 1916), Nuovo Paese (21 aprile 1923), L'Impero (8 maggio 1923), Il Piccolo di Roma (8 maggio 1923).
L'opera è stata recentemente riproposta, in un solo carme, a cura dell'ARSI. Le rappresentazioni hanno avuto luogo, tra gli altri, presso il Foro 753 ed il Templum Minervae.
Le foto della rappresentazione del 6 maggio 1923 sul Palatino sono ora disponibili online.

## Il caso giudiziario
Implicato in numerosi duelli, nel 1914 fu protagonista di una lite che finì per avere risonanza nazionale per il numero e l'importanza dei personaggi coinvolti. Originata da una battuta di un amico di Musmeci sulla riuscita dell'anteprima di Rumon, la lite fu un susseguirsi di ingiurie e mancati duelli che portarono in tribunale tutti i personaggi della vicenda, tra i quali vi furono Giuseppe ("Geppi") Ciuffelli, figlio dell'allora ministro dei Lavori Pubblici Augusto Ciuffelli, lo scultore Maurizio Rava, l'onorevole Francesco Fazi, l'avvocato Gustavo Fabbri e tra i testimoni Nino Martoglio, Jacopo Gelli e Vittorio Emanuele Orlando; al processo intervennero famosi avvocati dell'epoca come Cesare D'Angelantonio, Vincenzo Morello, Salvatore Barzilai, Alfredo Fabrizi, Giovanni Albano, Giuseppe Gregoraci, Francesco Di Benedetto. Il processo si concluse con la condanna di Ignis per ingiurie, condanna annullata poi da una successiva amnistia.

## Opere
- Rumon. Sacrae Romae Origines. Roma, Editrice Libreria del Littorio, 1929 (2ª edizione I Libri del Graal, 1997; 3ª edizione I Libri del Graal, 2009).
- Appunti sulla scoperta della divina proporzione[collegamento interrotto] (pdf), Tivoli, Arti Grafiche Majella, 1931.
- Carme a Roma, Supplemento della Rivista di Roma, Nuova Serie, vol. VI, n. 4-7, 1914.